# Sizarr
Sizarr war eine deutsche Indie-Rock-Band aus Landau in der Pfalz.

## Geschichte
Marc Übel und Philipp Hülsenbeck machten bereits in früher Jugend gemeinsam Punkmusik und hatten 2005 ihren ersten Auftritt auf dem Familien-Weinfest. Fabian Altstötter stieß 2009 als neuer Sänger dazu. Bereits im ersten gemeinsamen Jahr wurden Sizarr für das Melt-Festival gebucht, nachdem sie unter anderem über das Internet für sich geworben hatten. Mit weiteren Festivalauftritten und Einsätzen im Vorprogramm anderer Künstler machten sie auf sich aufmerksam und kamen zu einem Plattenvertrag mit Sony. Im Juni 2012 veröffentlichten sie eine erste EP und drei Monate später ihr Debütalbum Psycho Boy Happy. Damit schafften sie es auf Anhieb in die deutschen Charts. Im Jahr 2013 spielte die Band eine Headliner-Tour mit Shows in Deutschland, Österreich, der Schweiz und Frankreich. Sizarr traten als Vorgruppe in ganz Europa bei Woodkid, Vampire Weekend und den Editors auf und wurden 2013 auf das SXSW-Festival in den USA, das Melt-Festival, das Berlin-Festival und viele weitere Festivals in ganz Europa eingeladen. 2016 und 2017 wurden Sizarr jeweils mit einem Preis für Popkultur für seine Mitwirkung bei Lang lebe der Tod (Casper) in den Kategorien „Lieblingslied“ und „Lieblingsvideo“ ausgezeichnet.
Im September 2018 gab die Band nach einer Auszeit ihre Auflösung bekannt.

Sizarr, Live @ Utopia Island 2015
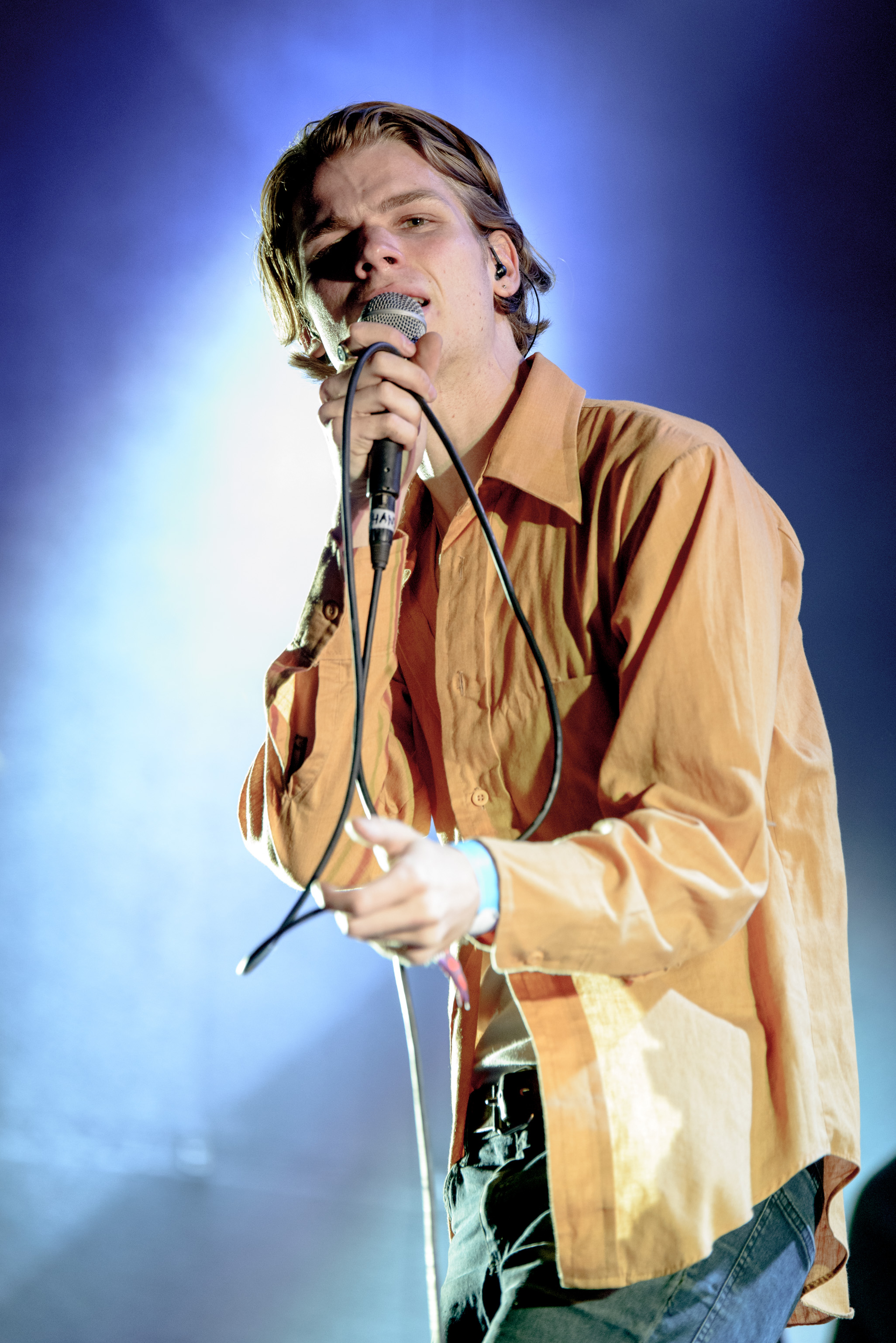
Fabian Altstötter
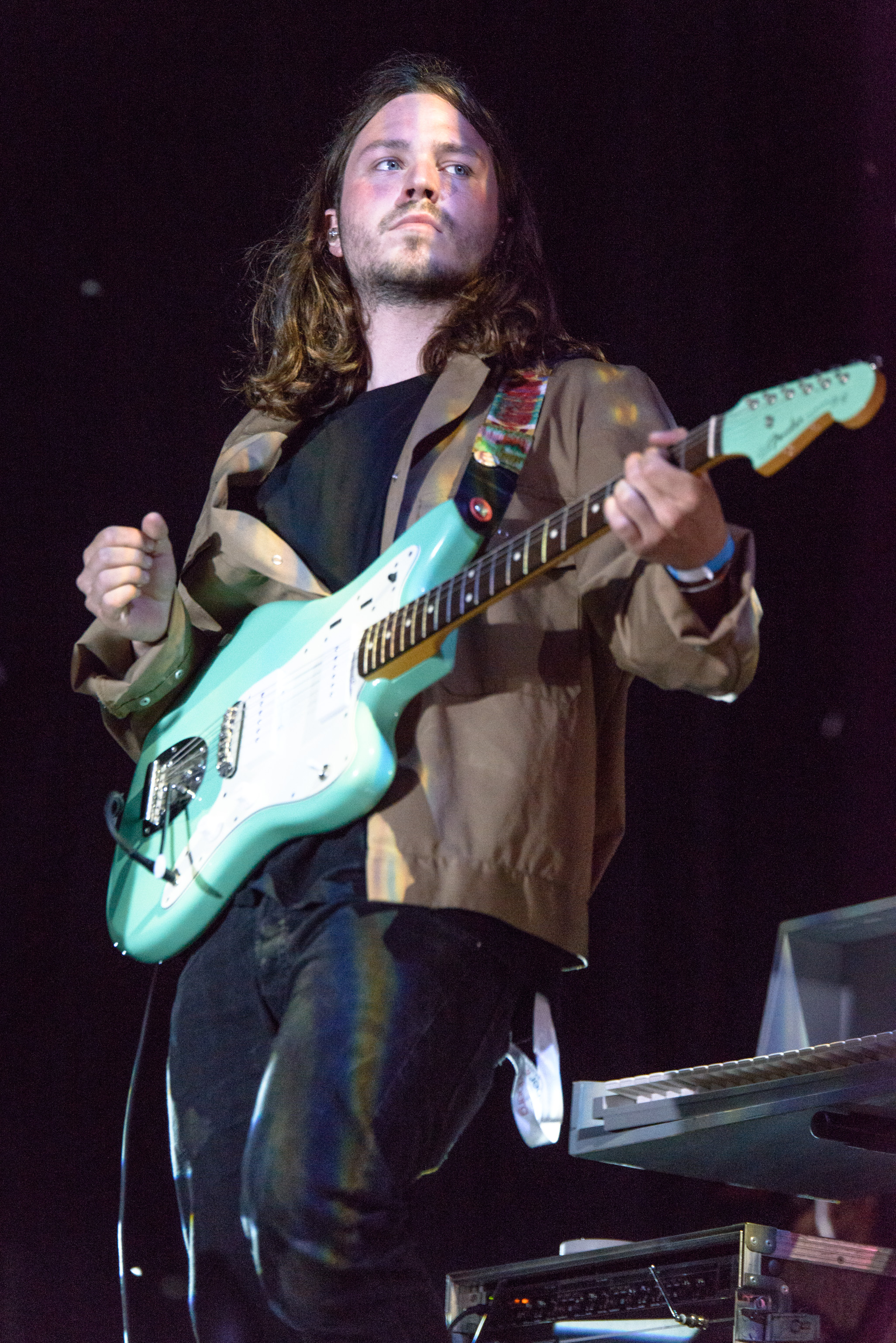
Philipp Hülsenbeck
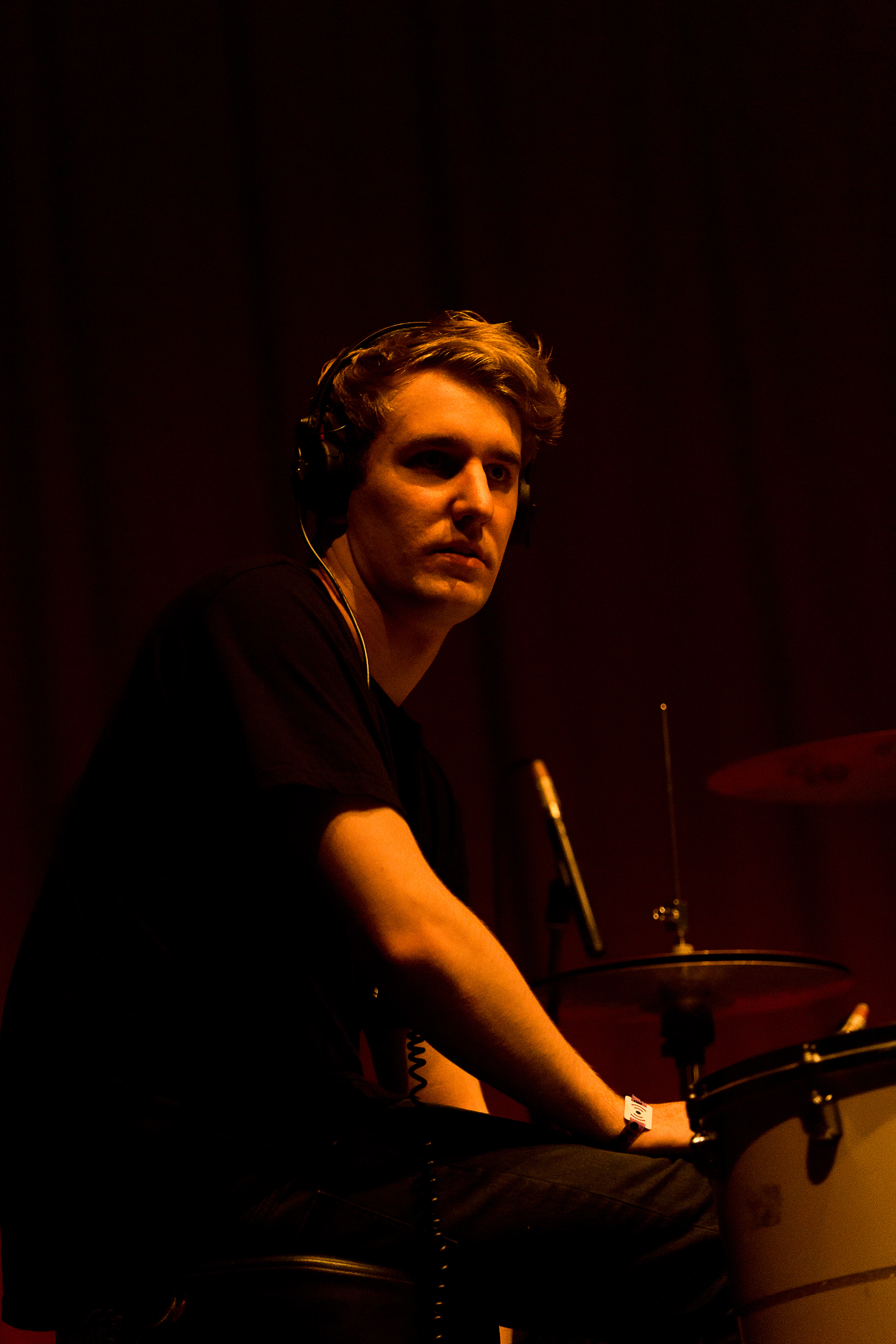
Marc Übel

## Diskografie
- 2012: Boarding Time (EP, Four Music / Sony Music)
- 2012: Psycho Boy Happy (Album, Four Music / Sony Music)
- 2015: Nurture